# Bosch Rexroth

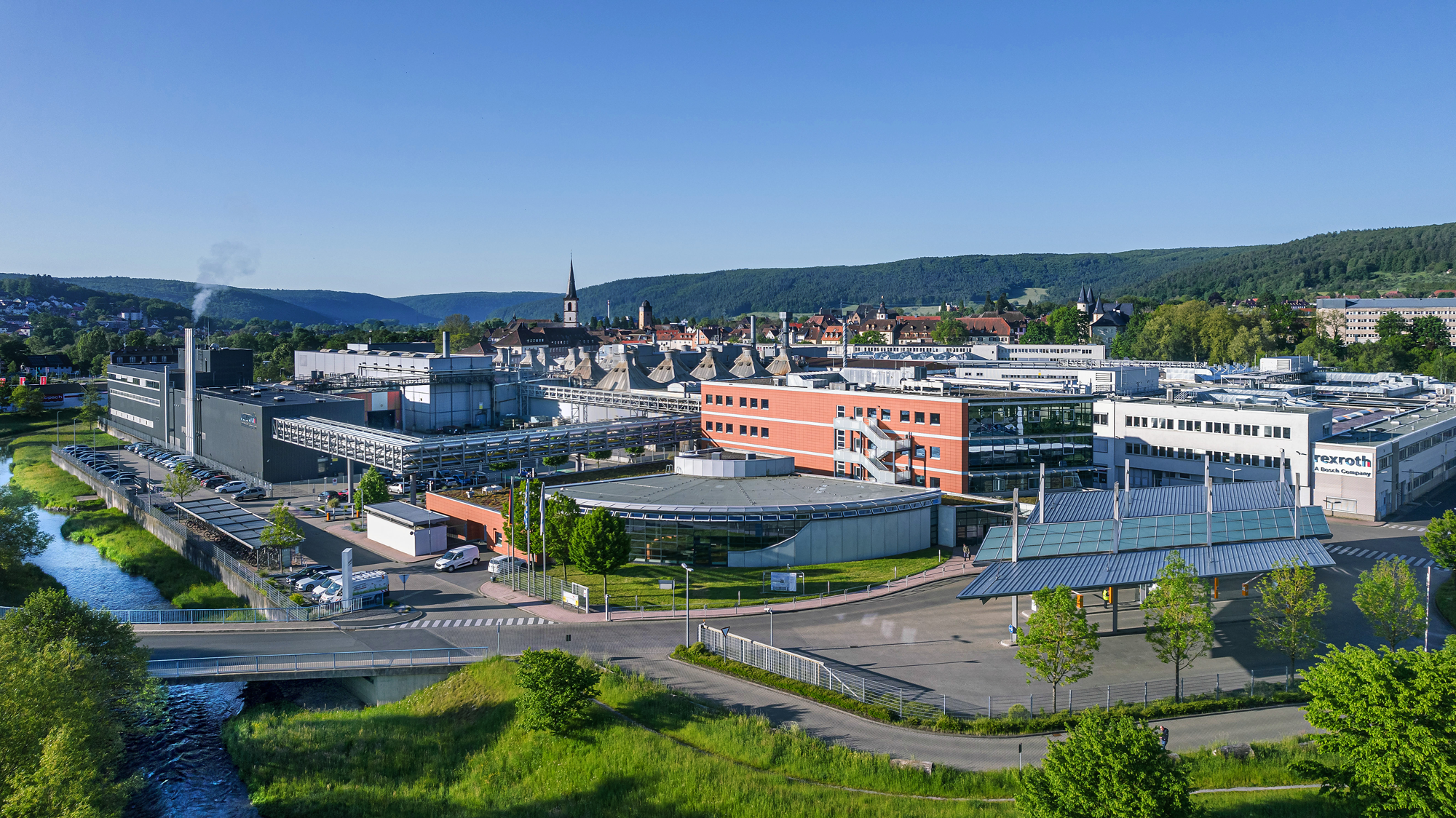
Einer der beiden Werkstandorte in Lohr am Main

Die Bosch Rexroth AG ist ein deutscher Anbieter von Antriebs- und Steuerungstechnologien mit Sitz in Stuttgart und Hauptverwaltung in Lohr am Main. Sie entstand am 1. Mai 2001 durch den Zusammenschluss der Mannesmann Rexroth AG mit dem Geschäftsbereich Automatisierungstechnik von Bosch und ist seitdem eine 100-prozentige Tochter der Robert Bosch GmbH.

## Aktivitäten und Standorte
Die Technologiefelder sind elektrische Antriebe und Steuerungen, Hydraulik mit Industriehydraulik und Mobilhydraulik, Getriebetechnik, Linear- und Montagetechnik, Engineering und Dienstleistungen.
2024 erzielte das Unternehmen einen Umsatz von 6,5 Mrd. Euro mit rund 32.600 Mitarbeitern (davon 22.000 in Europa). Insgesamt gibt es in Deutschland 11 Fertigungsstandorte, 8 Vertriebsstandorte und 4 Service Center. Hauptstandort ist Lohr am Main. Weltweit hat das Unternehmen 46 Fertigungs- und Customizing-Standorte in 20 Ländern und ein Vertriebs- und Servicenetz in 80 Ländern.

## Geschichte
Im Jahr 1795 erwarb die Familie Rexroth aus dem Spessart im Elsavatal den „Höllenhammer“, eine wasserbetriebene Hammerschmiede. 1850 wurde die Stein’sche Eisengießerei in Lohr am Main erworben, um Anschluss an die Binnenschifffahrt auf dem Main und die Eisenbahn (ab 1854) zu erhalten. 1930 entwickelte das Unternehmen einen neuen Kupolofen und stellte Spezialguss herausragender Güte her.
Nach dem Ende des Zweiten Weltkrieges wurde 1945 die Produktion mit Kochtöpfen, Pfannen und Bügeleisen, später auch Fleischereimaschinen, neu aufgenommen. 1952 setzte die Fertigung standardisierter Hydraulikkomponenten ein. 1965 erfolgte die Übernahme der Indramat GmbH in Neuwied. Die Produktpalette wurde um elektrische Steuerungstechnik ergänzt. 1968 stieg Mannesmann unter Beteiligung bei Rexroth ein. 1972 wurde die Hydromatik GmbH in Elchingen mit Produktion von Axialkolbenmaschinen für die Mobilhydraulik gegründet. 1976 wurde Rexroth zur 100-prozentigen Tochter der Mannesmann AG. Im gleichen Jahr erfolgte die Übernahme der Brueninghaus GmbH in Horb am Neckar, eines Produzenten von Axialkolbenpumpen und Axialkolbenmotoren. Ein Jahr später, 1977, wurde die Lohmann & Stolterfoht GmbH in Witten, ein Hersteller von Getriebe- und Kupplungstechnik, erworben.
1987 folgte die Übernahme der Deutschen Star GmbH in Schweinfurt, eines Herstellers von Lineartechnik. 1989 wurde der Wabco-Bereich Pneumatik übernommen und zur Rexroth Pneumatik GmbH in Hannover. 1997 wurde die Mannesmann Rexroth GmbH in eine Aktiengesellschaft umgewandelt. 2000 wurde die REFU elektronik GmbH in Metzingen, ein Hersteller von Frequenzumrichtern und Solarwechselrichtern erworben.

Mannesmann wurde 2000 von Vodafone übernommen, ein Konsortium von Siemens und Bosch erwarb von dieser Atecs Mannesmann, die Mutter von Rexroth, und teilte die Geschäftsfelder auf, nicht benötigte Bereiche wurden an Dritte verkauft.

2001 erfolgten die Ausgliederung der Automatisierungstechnik aus der Robert Bosch GmbH und der Zusammenschluss mit der Mannesmann Rexroth AG zum neuen Unternehmen Bosch Rexroth AG. Bei der Fusion wurde aus den bekannten Einzelmarken Bosch Automation, Brueninghaus Hydromatik, Indramat, Lohmann und Stolterfoht, Mecman, Rexroth Hydraulics und Star die Marke Rexroth. Das Unternehmen setzt auf eine Einmarkenstrategie und bündelt alle Produkte unter der Marke Rexroth. 2005 wurde die Roboter-Sparte an Stäubli International verkauft. Zum 31. März 2005 übernahm Bosch Rexroth die Mehrheit der Anteile der Oil Control Group S.p.A., Mailand (Kompakthydraulik). 2008 fand die Übernahme der Interlit GmbH in Köln, eines Herstellers von KSS-Filtern, statt. Im September 2013 verkaufte Bosch Rexroth die Pneumatik-Sparte an den Finanzinvestor Triton. Der Standort Witten wurde Ende 2015 geschlossen und der Großgetriebebereich an ZF Friedrichshafen veräußert. 2018 wurde die Interlit GmbH an das Maschinenbauunternehmen Hydraulik Nord verkauft. Im Juni 2019 fand die Eröffnung des Kunden- und Innovationszentrums in Ulm statt.
Im Juli 2020 verkaufte Bosch Rexroth sein Hydraulik-Filtrationsgeschäft an Hengst. Die Übernahme aller Schutzrechte, Patente und des Knowhows der EH-D GmbH und der Onovum GmbH (elektrisch angesteuerte, servohydraulische Kompaktachsen) wurde im Juni 2021 vollzogen. Am 14. September 2021 eröffnet Bosch Rexroth in Ulm einen Erweiterungsbau des Kunden- und Innovationszentrums. Dieser trägt den Namen CU.BE, eine Abkürzung für Customer Benefits, und soll eine offene Begegnungsstätte mit Kunden und Partnern sein. Am 29. April 2022 erwarb das Unternehmen die Mehrheitsbeteiligung am dänischen Unternehmen Kassow Robots. Kassow Robots ergänzt mit kollaborativen Leichtbau-Robotern (Cobots) das Angebot von Bosch Rexroth für die Fabrikautomation. Ab Mai 2022 nahm Bosch Rexroth keine Neuprojekte mehr im Bereich Bühnentechnik an. Der Verkauf des Großprojektgeschäfts in Boxtel an die Van Halteren Gruppe mit Sitz in Bunschoten, Niederlande, wurde zum 1. Juni 2022 mit der Übertragung des Standortes Boxtel abgeschlossen. Mit der Übernahme von HydraForce mit Sitz in Lincolnshire, Illinois (USA) am 15. Juli 2022 erfolgte der Ausbau des Hydraulikgeschäfts. Im September 2022 investierte Bosch Rexroth in den Ausbau seines Fabrikautomationsgeschäfts und vereinbarte die Übernahme des Motion-Control-Spezialisten Elmo Motion Control mit Sitz in Petach-Tikva, Israel.
2013 wurde Bosch Rexroth der Industriepreis Hermes Award für das Projekt Open Core Engineering verliehen. 2021 wurde der elektrische Subsea Valve Actuator SVA R2 von Bosch Rexroth auf der Hannover Messe mit dem Hermes Award 2021 ausgezeichnet. Bosch Rexroth erhielt im Juni 2021 für die Automatisierungsplattform ctrlX AUTOMATION von Accenture, EnBW und der WirtschaftsWoche den Deutschen Innovationspreis. 2023 erhielt Bosch Rexroth den Hermes Award für den Smart Flex Effector.

## Struktur
Der Vorstand von Bosch Rexroth besteht aus Steffen Haack, Vorstandsvorsitzender und verantwortlich für die Zentraleinheiten Strategie und Geschäftsfeldentwicklung, Entwicklung und Unternehmenskommunikation, Roland Bittenauer, verantwortlich für Vertrieb und Marketing, Thomas Fechner, verantwortlich für das Fabrikautomationsgeschäft, Christina Franke, verantwortlich für Produktion und Qualität sowie Holger von Hebel, Arbeitsdirektor und verantwortlich für kaufmännische Aufgaben.
Das Unternehmen gliedert sich in zehn regionale Vertriebsorganisationen (Sales Units) und neun Produktbereiche (Business Units): Automation und Electrification Solutions, Assembly Technology, Compact Hydraulics, Large Hydraulic Drives, Industrial Hydraulics, Joining Solutions, Linear Motion Technology, Mobile Components und Mobile Solutions. 
Aufsichtsratsvorsitzende ist Tanja Rückert, Mitglied der Geschäftsführung der Robert Bosch GmbH.

## Produkte
Bosch Rexroth bietet Hydraulik, elektrische Antriebs- und Steuerungstechnik, Getriebetechnik sowie Linear- und Montagetechnik einschließlich Software und Schnittstellen ins Internet der Dinge sowie Dienstleistungen an.
- Montagetechnik (Regale und Gestelle aus Aluminiumprofilen, Montagearbeitsplätze, Transfersysteme)
- Elektrische Antriebe und Steuerungen, Automatisierungslösungen
- Getriebetechnik
- Industriehydraulik (Zylinder, autarke Achsen, Motoren, Pumpen(-systeme), Aggregate, Steuerblöcke und Platten, Ventile, Elektronik und Steuerungen, Sensoren, Speicher)
- Lineartechnik (Linearführungen, Gewindetriebe, integrierte Messsysteme, Kugelrollen und Toleranzringe, Linearachsen und -roboter, Mehrachssysteme, elektromechanische Zylinder, mechatronische Subsysteme, Ausgleichselemente)
- Lösungen für mobile Arbeitsmaschinen (Hydraulik, Elektronik und Telematik, elektrische Antriebe, Getriebe, Automatisierung)
- Form- und Gießtechnik
- Schraubtechnik (Funkakku- und Handschrauber, Schraubspindeln, Steuerungs- und Leistungselektronik)
- Lösungen für das Widerstandsschweißen
- Robotik (Automatisierungslösungen, Hard- und Softwarekomponenten für mobile Roboter, autonome mobile Roboter (AMR), kollaborative Leichtbau-Roboter (unter der Marke Kassow Robots))
- Hydraulische Direktantriebe (unter der Marke Hägglunds)